# Chiara Sacchi
Pour les articles homonymes, voir Sacchi.
Chiara Sacchi (née en 2002) est une militante climatique argentine. 

## Enfance
Chiara Sacchi est née et a grandi à Haedo, Buenos Aires, et a étudié à Elmina Paz de Gallo, à El Palomar. Selon une interview de Slow Food, Sacchi a grandi dans un environnement familial où elle a toujours été très préoccupée par une alimentation saine, et c'est pourquoi nombre de ses actions en tant que militante pour le climat tournent autour de cette question. Elle a également souligné dans divers discours et entretiens qu'elle était exhortée à agir pour le changement climatique car elle était terrifiée par les changements soudains de température dans son pays natal. 

## Activisme
Chiara Sacchi fait partie de l'historique « Children vs. Climate Crisis », avec Greta Thunberg et 16 autres jeunes militants,. Il s'agit d'une initiative qui demande au Comité des droits de l'enfant des Nations unies de tenir l'Argentine, le Brésil, la France, l'Allemagne et la Turquie pour responsables de leur inaction face à la crise climatique. Cette pétition est la première plainte officielle déposée par un groupe d'enfants de moins de 18 ans au sujet du changement climatique en vertu de la Convention des Nations Unies relative aux droits de l'enfant.
Sacchi a participé en tant que militant militant au réseau Slow Food Argentina, un groupe mondial qui œuvre pour la protection de la biodiversité et une alimentation bonne, propre et équitable. En ce qui concerne l'activisme lié à une alimentation saine, elle a également participé au Terra Madre Salone del Gusto (en) et aux activités de La Comunidad Cocina Soberana de Buenos Aires, une communauté de slow food à Buenos Aires. Elle milite aussi pour la souveraineté alimentaire :
Je fais la promotion des principes de Slow Food parce que je crois qu'il existe d'autres moyens de produire de la nourriture, ceux qui ne nuisent pas à la nature et aux humains... Non seulement les gouvernements ne prennent pas en charge la réparation et la prévention des dommages causés par le système alimentaire, mais ils permettent aux toxines de continuer à atterrir dans nos assiettes. 
Sacchi est également une fervente partisane de l'action collective:
Chaque grand changement vient des masses, du peuple. . . Quand je parle de descendre dans la rue, je parle de mobilisation, de création de force collective. 
Connue pour son slogan «Give Us Back Our Future», Sacchi fait partie d'un mouvement de jeunesse en pleine croissance qui promeut l'équité intergénérationnelle dans l'action climatique.